# Sosnowica (gmina)
Sosnowica (daw. gmina Wołoskowola) – gmina wiejska w województwie lubelskim, w powiecie parczewskim. W latach 1975–1998 gmina położona była w województwie chełmskim.
Siedziba gminy to Sosnowica.
Według danych z 30 czerwca 2004 gminę zamieszkiwało 2658 osób.

## Ochrona przyrody
Na obszarze gminy znajduje się rezerwat przyrody Torfowisko przy Jeziorze Czarnym chroniący torfowiska wysokie oraz malowniczy krajobraz z występującymi jeziorami i torfowiskami w rzadko spotykanym harmonijnym otoczeniu, charakterystycznego dla tej części Ziemi Lubelskiej.

## Struktura powierzchni
Według danych z roku 2002 gmina Sosnowica ma obszar 172,35 km², w tym:
- użytki rolne: 40%
- użytki leśne: 41%

Gmina stanowi 18,09% powierzchni powiatu.

## Demografia

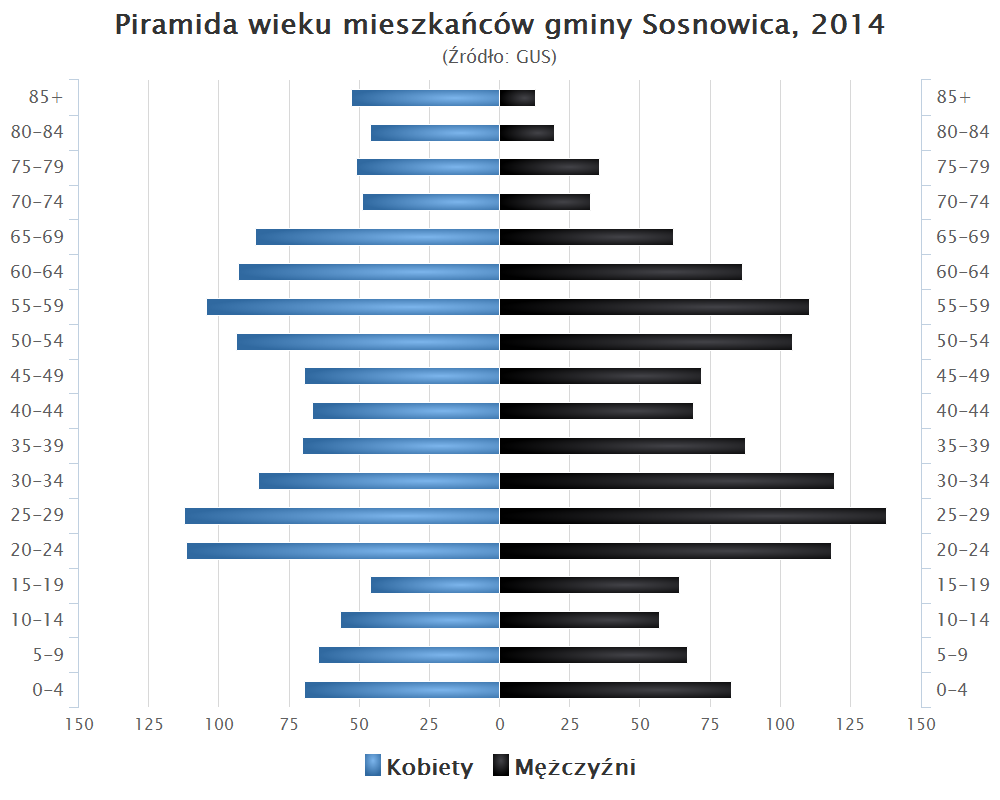
Piramida wieku mieszkańców gminy Sosnowica w 2014 roku

Dane z 30 czerwca 2004:
| Opis                              | Ogółem | Ogółem | Kobiety | Kobiety | Mężczyźni | Mężczyźni |
| --------------------------------- | ------ | ------ | ------- | ------- | --------- | --------- |
| jednostka                         | osób   | %      | osób    | %       | osób      | %         |
| populacja                         | 2658   | 100    | 1336    | 50,3    | 1322      | 49,7      |
| gęstość zaludnienia (mieszk./km²) | 15,4   | 15,4   | 7,8     | 7,8     | 7,7       | 7,7       |

## Sołectwa
Górki, Komarówka, Kropiwki, Lejno (Lejno + Zamłyniec), Lipniak, Nowy Orzechów, Olchówka, Pieszowola, Sosnowica (Sosnowica + Bohutyn + Pasieka + Libiszów), Sosnowica-Dwór(Sosnowica-Dwór+Izabelin + Zacisze), Stary Orzechów, Turno (Turno + Turno-Osada ), Zbójno, Zienki

## Sąsiednie gminy
Dębowa Kłoda, Ludwin, Stary Brus, Urszulin, Uścimów